# 伙伴片

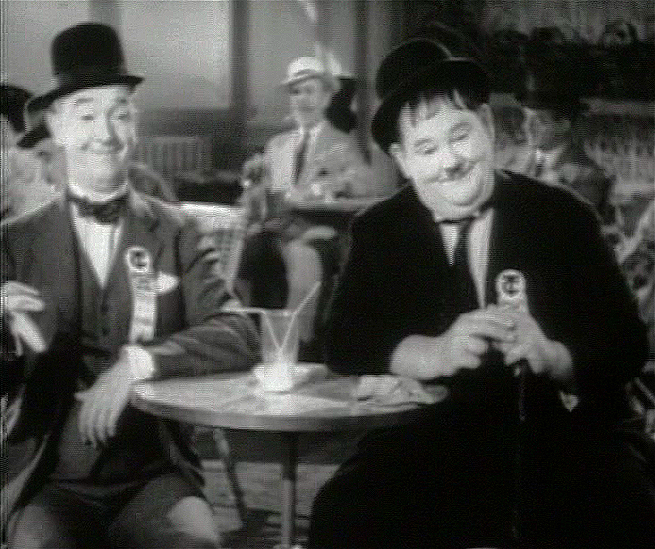
美国喜剧组合勞萊與哈台在1939年的《飞天两条友》中出演主要角色，这对组合自1930年代就开始出现在伙伴片中

伙伴片（英語：Buddy film）是浪漫喜剧的一种类型，是爱情片，喜剧片和冒险片的结合。在该种电影中的两位主角因为某种感情或爱情而结缘，一起去冒险，执行任务或者进行公路旅行，两位主角通常为性格截然不同的男性，有时两人之间的种族差异会使这种反差更为突出。伙伴片在美国电影中屡见不鲜；与其他的类型所不同的是，它以不同的主角组合和不同的主题在20世纪经久不衰。

## 主角配对

### 男男组合
伙伴片通常会描绘同性，一般是男性之间的配对。两人之间的友谊是电影之中的主要关系，通常，两位主角来自不同的背景或者拥有不同的个性，他们常常会误解对方，通过一些事件，他们收获了更深厚的友谊，以及学会了相互尊重。
伙伴片中通常涉及男性气质的危机，《美国男性气质历史百科全书》对这一现象解释道：“（伙伴片）为男性观众提供了一个机会，让他们沉迷于一种通常因社会约束而不受欢迎的男性关系和行为。”电影研究者艾拉·科尼格斯伯格在《完全电影词典》写到，“这类电影颂扬男性伙伴之间的美德，将男女关系降到次要地位”。